# Phương Anh (ca sĩ sinh 1982)
Phương Anh tên thật Nguyễn Phương Anh sinh ngày 30 tháng 9 năm 1982 tại Hải Phòng, là một ca sĩ Việt Nam. Cô bắt đầu sự nghiệp ca hát từ khá sớm và đã từng đoạt nhiều giải thưởng, nhưng chỉ thật sự được biết đến sau khi tham gia và lọt vào top 5 của cuộc thi Sao Mai điểm hẹn năm 2004 , với chất giọng khỏe, trầm và khàn, cô có khả năng thể hiện khá tốt những bài hát thuộc thể loại Pop ballad và đôi khi là cả R&B.
Cô đã phát hành 3 album và đang là ca sĩ thuộc biên chế của Đoàn Nghệ thuật Quân chủng Hải quân.

## Tiểu sử và sự nghiệp
Phương Anh sinh năm 1982 tại Hải Phòng, trong một gia đình công chức. Bố cô làm tại Bưu điện thành phố Hải Phòng, mẹ làm tại Sở Thể dục Thể thao thành phố. Phương Anh còn một em trai đã tốt nghiệp Khoa Thể dục thể thao trường Đại học Hải Phòng.
Năm 1998, cô tham gia vào Đoàn nghệ thuật Hải quân và sau đó được cử đi học tại Khoa thanh nhạc của trường Cao đẳng Văn hóa Nghệ thuật Quân đội (nay là Đại học Văn hóa Nghệ thuật Quân đội). Trong thời gian này giọng hát và phong cách biểu diễn của cô bắt đầu được định hình một cách bài bản và chuyên nghiệp hơn, Phương Anh tham gia một số phong trào ca hát đồng thời còn là thành viên của nhóm nhạc sinh viên "Đồng Đội". 

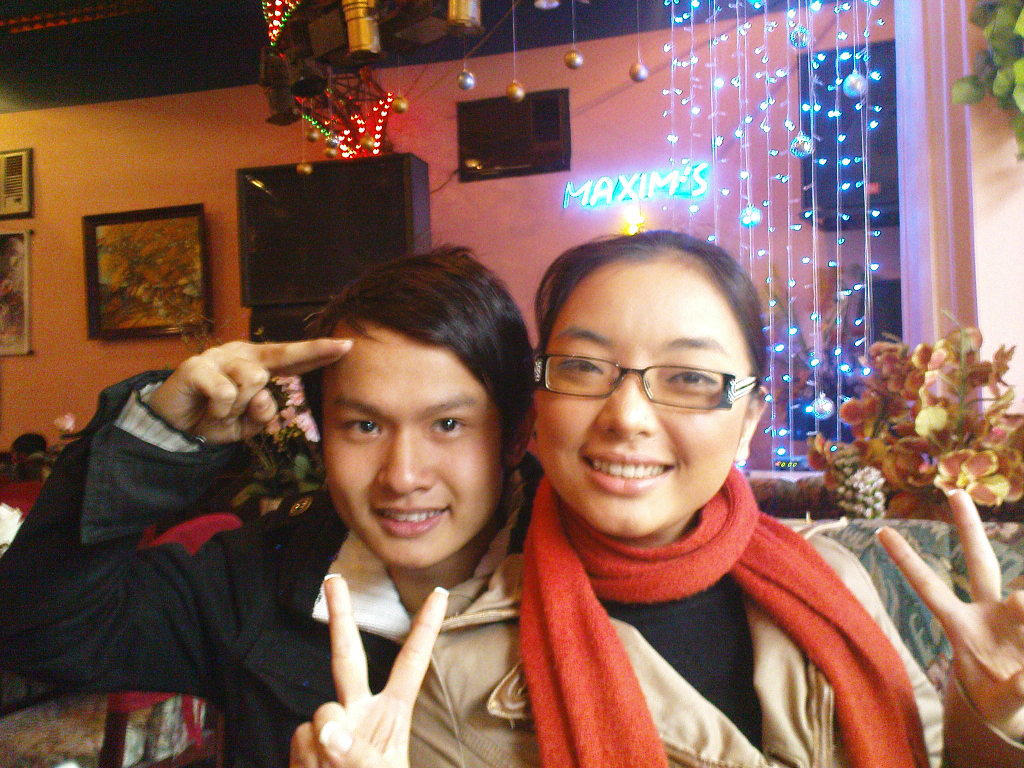
Phương Anh và trợ lý

Cô từng đoạt giải Nhì cuộc thi "Tiếng hát truyền hình Hải Phòng" (2001), giải Nhì cuộc thi "Tiếng hát truyền hình Hà Nội" năm 2002. Trong năm 2003, Phương Anh tham dự cuộc thi "Đơn ca Toàn quân" và đoạt huy chương Vàng, tiếp đó là Huy chương Vàng "Tiếng hát học sinh sinh viên chuyên nghiệp Toàn quốc". Khi Việt Nam đăng cai đại hội thể thao Đông Nam Á (SEA Games 22) và tiếp sau là Para SEA Games, cô là người được nhạc sĩ Phó Đức Phương chọn là ca sĩ hát bài hát chính tại cuộc thi này, bài hát mang tên "Bài ca trên xe lăn".
Năm 2004, Phương Anh đăng ký dự thi chương trình Sao Mai điểm hẹn, một cuộc thi được tổ chức nhằm phát hiện và bồi dưỡng các giọng ca tài năng trẻ. Cô đã được Hội đồng nghệ thuật lựa chọn vào vòng 2. Trình bày khá tốt các bài hát và đạt được thứ hạng cao trong cuộc thi này nhưng Phương Anh bị đánh giá là có chất giọng và phong cách biểu diễn khá giống với ca sĩ Thanh Lam. Năm 2005, Cô phát hành album đầu tiên của mình mang tên Phương Anh - Sao Mai điểm hẹn, đây là một CD bao gồm tập hợp những bài hát được xem như là gắn liền với tên tuổi của mình.
Tham gia chương trình Bài hát Việt năm 2005, Phương Anh đã khá thành công khi đoạt một loạt các giải thưởng ở những bài hát do nhạc sĩ Anh Quân sáng tác, điển hình trong số đó là bài "Giấc mơ của tôi", ca khúc được nhận giải: Bài hát của tháng, ca khúc phối khí hiệu quả, bài hát ấn tượng trong show và Phương Anh nhận giải ca sĩ thể hiện hiệu quả.

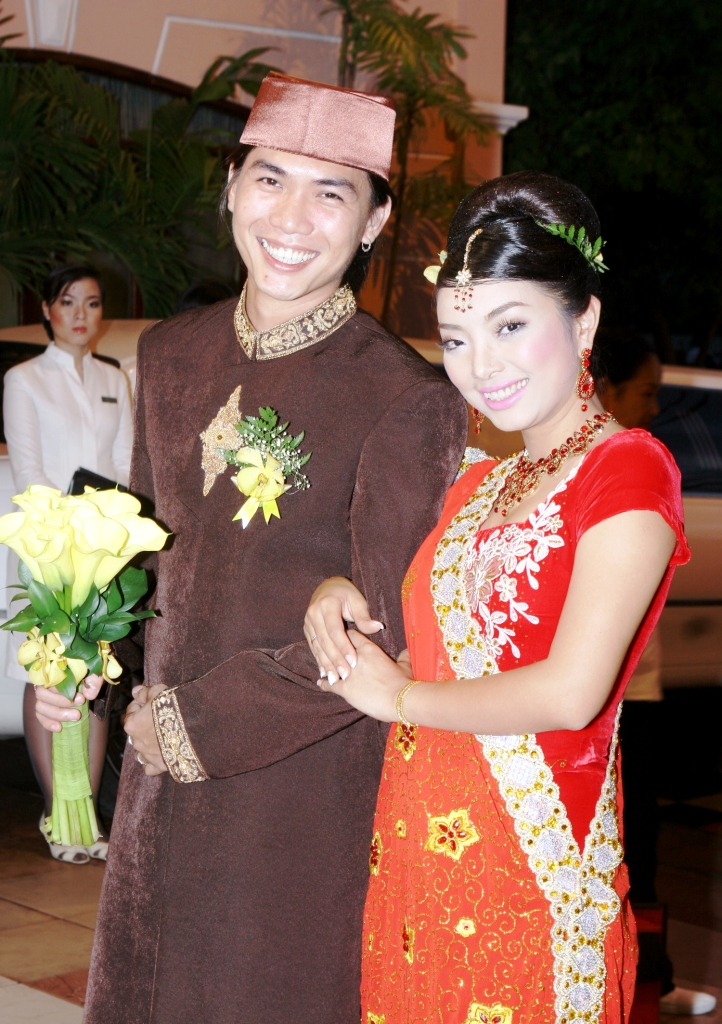
Phương Anh và chồng trong ngày cưới

Trong năm 2006, Phương Anh cho ra mắt album Giấc mơ, một album bao gồm 10 ca khúc được trình bày theo phong cách R&B và hip hop, Giấc mơ được cô chuẩn bị từ năm 2003 và được coi là sản phẩm đầu tiên do chính Phương Anh tự đầu tư và lựa chọn phong cách âm nhạc riêng, trong đó hai bài hát được coi là chủ đạo của Giấc mơ là "Giấc mơ của tôi" và bài "Chỉ một mình anh", ca khúc "Chỉ một mình anh" do nhạc sĩ Huy Tuấn sáng tác và cũng được cô trình bày trong Bài hát Việt đã nhận được giải ca sĩ trình bày tốt nhất.
Năm 2008, Phương Anh giới thiệu album vol 3 của mình mang tên 9, album tiếp tục được phối theo phong cách pop ballade, R&B và mang âm hưởng của nhạc funk, các ca khúc trong album 9 là những sáng tác của hai nhạc sĩ đã cộng tác từ lâu với cô là Huy Tuấn, Anh Quân và một số nhạc sĩ trẻ khác như: Văn Phong, Dương Cầm, Sơn Thạch.
Năm 2019, Phương Anh được phong tặng danh hiệu Nghệ sĩ ưu tú, cô hiện mang hàm trung tá.

## Đời sống riêng
Vào ngày 7 tháng 5 năm 2008, Phương Anh tổ chức đám cưới với chú rể là một doanh nhân đạo Hồi tên Mohammad Khan, anh hiện đang sống tại Thành phố Hồ Chí Minh, lễ cưới được Phương Anh âm thầm chuẩn bị và bất ngờ công bố với giới truyền thông vào phút cuối. Trước đây cũng có nhiều thông tin cho rằng cô có quan hệ tình cảm với hai nhạc sĩ đang hợp tác với cô lúc đó là Anh Quân và Huy Tuấn, Phương Anh đã phủ nhận tin đồn này và cho rằng họ chỉ là bạn bè .

## Danh sách đĩa nhạc

#### Album phòng thu
- Giấc mơ (2006)
- 9 (2008)
- Biển em (2012)
- Nỗi nhớ mùa đông (2015)

#### Album tuyển tập
- Phương Anh - Sao Mai điểm hẹn (2005)